# Sundaresta hilaris
Sundaresta hilaris är en tvåvingeart som beskrevs av Erich Martin Hering 1953. Sundaresta hilaris ingår i släktet Sundaresta och familjen borrflugor. Inga underarter finns listade i Catalogue of Life.